# ミヒャエル・フロンツェック
ミヒャエル・フロンツェック（Michael Frontzeck,1964年3月26日- ）は、ドイツ・メンヒェングラートバッハ出身の元サッカー選手、サッカー指導者。

## 経歴
現役時代はDFで左ウィングバック。1984年から1992年までドイツ代表に選出された。UEFA欧州選手権1992メンバーに選出されている。ボルシア・メンヒェングラートバッハやVfBシュトゥットガルトなどブンデスリーガのクラブでプレーし、2000年に現役引退。
ボルシア・メンヒェングラートバッハ、ハノーファー96のアシスタントコーチを務めたのち、2006-07シーズンにアレマニア・アーヘンの監督に就任。健闘したが、最終的に2部降格となった。2008年1月にアルミニア・ビーレフェルト監督に就任、1年目は残留に成功した。翌2008-09シーズンは低迷し、2009年5月に解任。
2009-10シーズンより、ボルシア・メンヒェングラートバッハの監督に就任。マルコ・ロイスらのブレイクを助け、攻撃的なサッカーでチームを12位に導いた。2011年2月13日、成績不振により解任された。
2012年10月3日、FCザンクトパウリの監督に就任した。2013年11月6日に監督を解任された。
2015年4月20日、ハノーファー96の監督に就任した。12月21日に退任した。
2018年2月1日、1.FCカイザースラウテルンの監督に就任した。
2021年10月25日、マルク・ファン・ボメルの解任に伴いVfLヴォルフスブルクの暫定監督を務めた。翌26日にフロリアン・コーフェルトが監督に就任した。

## 監督成績
2021年10月26日現在
| クラブ                  | 国         | 就任           | 退任           | 記録 | 記録 | 記録 | 記録 | 記録 | 記録 | 記録 | 記録   |
| クラブ                  | 国         | 就任           | 退任           | 試   | 勝   | 分   | 敗   | 得   | 失   | 差   | 勝率   |
| ----------------------- | ---------- | -------------- | -------------- | ---- | ---- | ---- | ---- | ---- | ---- | ---- | ------ |
| アレマニア・アーヘン    | ドイツの旗 | 2006年9月13日  | 2007年5月19日  | 34   | 10   | 7    | 17   | 51   | 72   | −21  | 029.41 |
| ビーレフェルト          | ドイツの旗 | 2008年1月4日   | 2009年5月17日  | 53   | 8    | 22   | 23   | 46   | 81   | −35  | 015.09 |
| ボルシアMG              | ドイツの旗 | 2009年6月3日   | 2011年2月13日  | 61   | 16   | 14   | 31   | 81   | 122  | −41  | 026.23 |
| ザンクトパウリ          | ドイツの旗 | 2012年10月3日  | 2013年11月6日  | 40   | 15   | 10   | 15   | 56   | 57   | −1   | 037.50 |
| ハノーファー96          | ドイツの旗 | 2015年4月20日  | 2015年12月21日 | 24   | 7    | 4    | 13   | 29   | 38   | −9   | 029.17 |
| カイザースラウテルン    | ドイツの旗 | 2018年2月1日   | 2018年12月1日  | 36   | 15   | 8    | 13   | 63   | 57   | +6   | 041.67 |
| ヴォルフスブルク (暫定) | ドイツの旗 | 2021年10月25日 | 2021年10月26日 | 0    | 0    | 0    | 0    | 0    | 0    | +0   | —      |
| 合計                    | 合計       | 合計           | 合計           | 248  | 71   | 65   | 112  | 326  | 427  | −101 | 028.63 |

## タイトル

### 選手時代
VfBシュトゥットガルト
- ブンデスリーガ：1回（1991-92）
- DFLスーパーカップ：1回（1992）